# Roman Honet

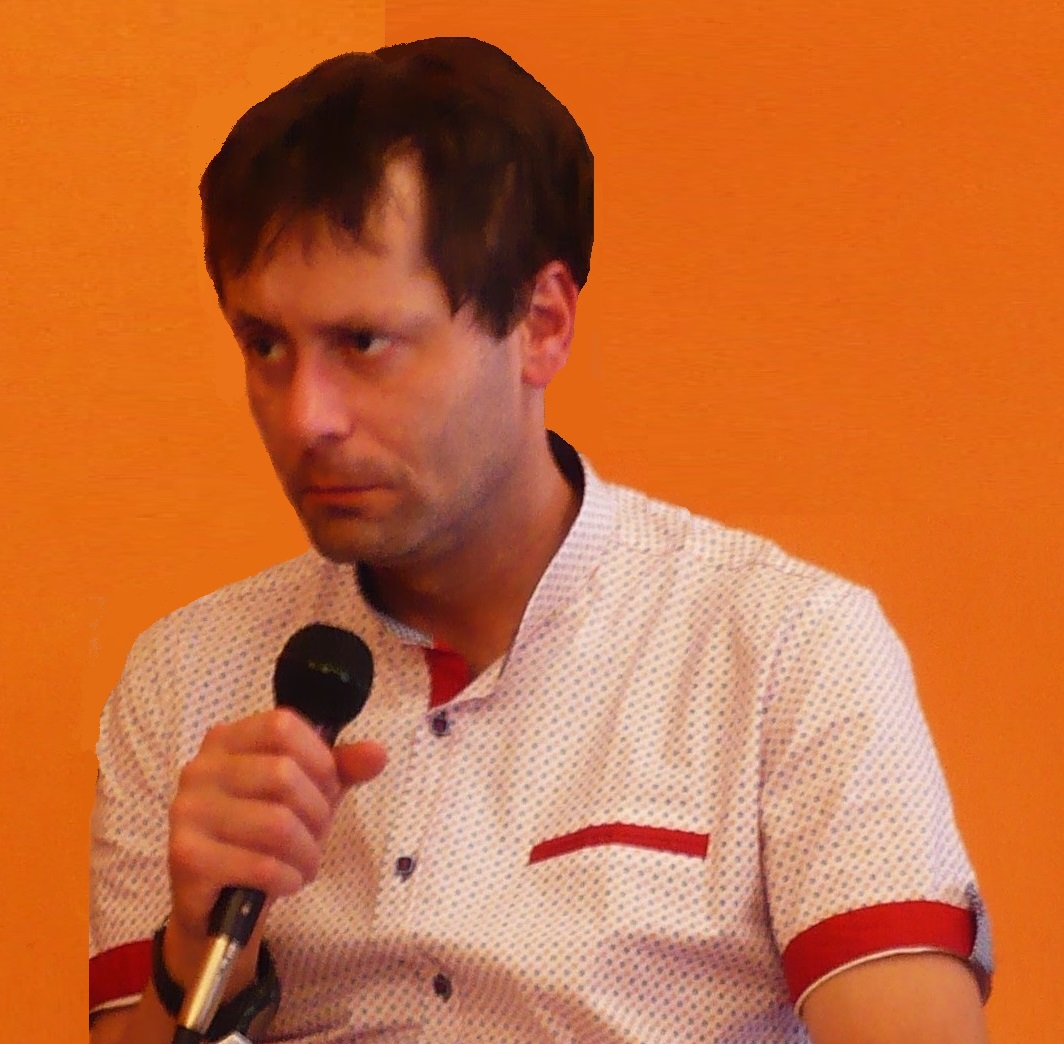
Roman Honet

Roman Honet (* 26. Oktober 1974 in Krakau) ist ein polnischer Lyriker und Redakteur von Literaturzeitschriften und Gedichtsanthologien. 2015 erhielt er den polnischen Literaturpreis Nagroda Poetycka im. Wisławy Szymborskiej für seinen Gedichtband świat był mój. Seine Gedichte werden als „atmosphärisch, traumartig und hermetisch“ beschrieben, die häufig einen sich nicht näher beschreibbaren Verlust thematisieren.

## Leben
Von 1995 bis 2008 war Roman Honet als Redakteur der Literaturzeitschrift Studium tätig. In dieser Tätigkeit brachte er mehrere Bände zeitgenössischer polnischer Dichtung heraus.
Zurzeit unterrichtet Roman Honet Kreatives Schreiben im literarisch-künstlerischen Studio an der Jagiellonen-Universität in Krakau und arbeitet als Redakteur der Onlineliteraturzeitschrift LiterackaPolska.pl.

## Werke
- alicja, 1996
- pójdziesz synu do piekła, 1998
- serce, 2002
- moja (gesammelte Gedichte), 2008
- baw się, 2008, nominiert für den Nike-Literaturpreis und den Silesius-Literaturpreis
- piąte królestwo, 2010, nominiert für den Literaturpreis Gdynia
- świat był mój, 2015, Gewinner des Wisława-Szymborska-Preises (ex aequo mit Jacek Podsiadło)
- rozmowa trwa dalej (ausgewählte Gedichte), 2016
- ciche psy, 2017